# Esben
Esben er et drengenavn, der er en variant af det norske Asbjørn, der stammer fra det norrøne áss (nordisk gud) og bjǫrn (bjørn). Navnet findes også i varianterne Espen, Esper og Esbern. Lidt flere end 3.600 danskere bærer et af disse navne ifølge Danmarks Statistik.

## Kendte personer med navnet
- Esben Bjerre Hansen, dansk podcast, radio- og tv-vært.
- Esben Høilund Carlsen, dansk filminstruktør.
- Esper Hagen, dansk skuespiller.
- Espen Lind, norsk musiker.
- Esben Pretzmann, dansk komiker.
- Esbern Snare, dansk høvding og kriger.
- Esben Thornhal, dansk musik-producer.

## Navnet anvendt i fiktion
- Esben er hovedperson i en række selvbiografiske bøger af Knud Erik Pedersen.